# Ҕ
Ҕ, ҕ 是一个在阿布哈兹语和雅库特语使用的西里尔字母，由 Г, г 中间加上一个中位钩而成。

## 音值
通常为 /ɣ/ 或 /ʁ/。

## 参看
- Ғ ғ（西里尔字母）
- Unicode中的西里爾字母